# Hugo Lammana
Hugo Lammana est un footballeur argentin né en 1913 et mort en 1991. Cet attaquant a joué dans les années 1930, entre autres, à Talleres, au CA Paris et à l'Atalante de Bergame.

## Carrière de joueur
- Talleres  Argentine
- 1937-1938 : CA Paris  France
- Atalanta Bergame  Italie

## Palmarès
- Meilleur buteur du Championnat de France D2 en 1938 avec le CA Paris